# Ghiacciaio Croll
Il ghiacciaio Croll è un ghiacciaio lungo circa 21 km situato nella parte nord-occidentale della Dipendenza di Ross, nell'Antartide orientale. Il ghiacciaio Croll, il cui punto più alto si trova a circa 2000 m s.l.m., si trova sulla costa di Borchgrevink, nella parte orientale dei monti della Vittoria, dove fluisce verso sud-est, scorrendo lungo il versante settentrionale della cresta Handler e quello meridionale del picco Capling, fino a unire il proprio flusso a quello del ghiacciaio Trafalgar.

## Storia
Il ghiacciaio Croll è stato così battezzato dai membri del reparto settentrionale della spedizione di esplorazione antartica svolta nel 1962-63 dal club antartico neozelandese, in onore di W. G. Croll, membro del reparto di ricognitori di quella stessa spedizione.